# St. Martin (Mehring)

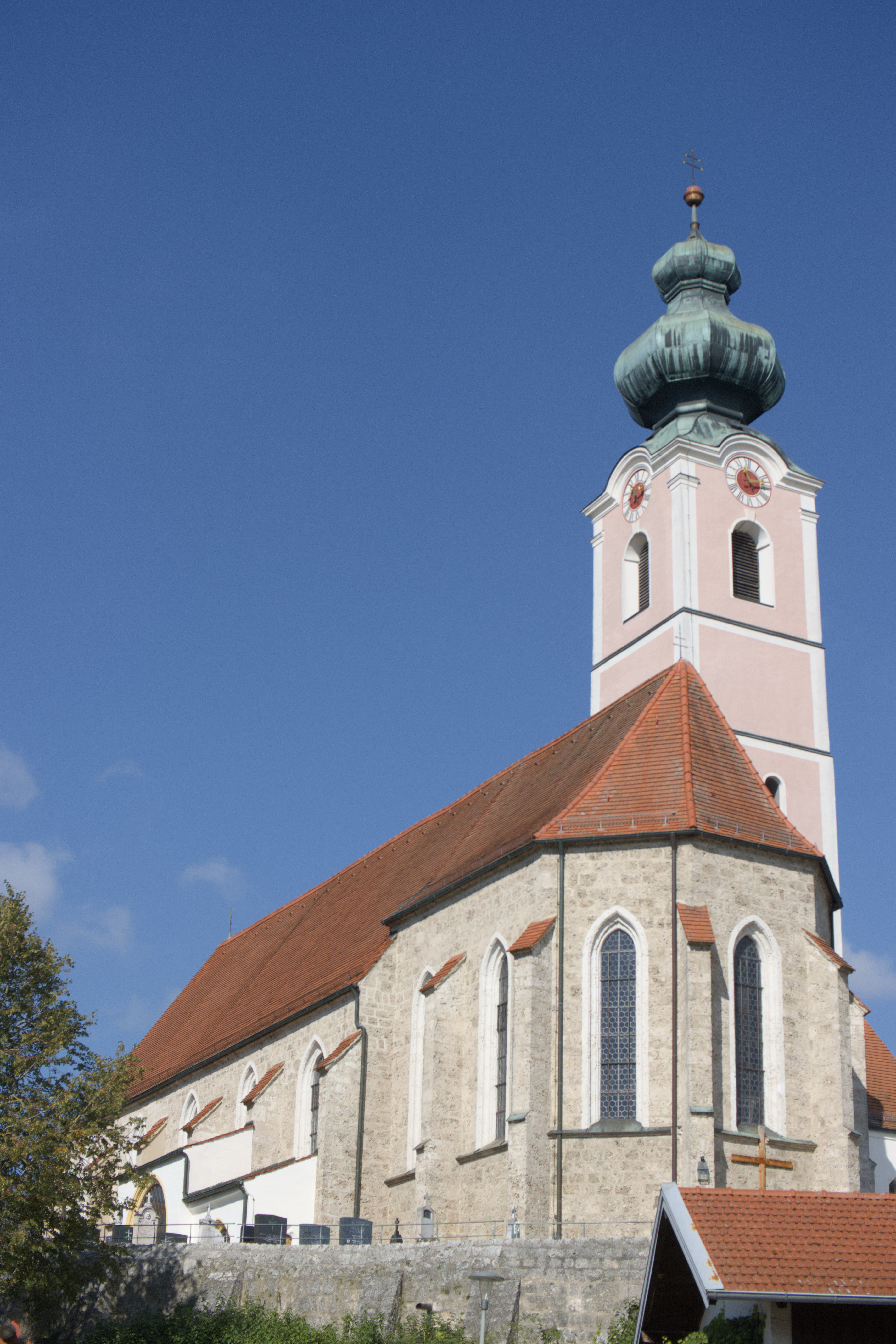
St. Martin in Mehring

Die römisch-katholische Pfarrkirche St. Martin ist ein Baudenkmal im oberbayerischen Mehring im Landkreis Altötting.

## Geschichte
St. Martin war bis 1401 Pfarrkirche von Burghausen. Das Gotteshaus wurde 1445 auf älterer Grundlage neu erbaut, wobei die unteren Geschosse des noch  romanischen Turms einbezogen wurden. Die oberen Geschosse wurden im 17. und 18. Jahrhundert verändert. Das Äußere der Kirche wurde 1951 renoviert. Um 1965 wurde das Langhaus erweitert. 1992 folgte eine Renovierung des Innenraums.

## Baubeschreibung
St. Martin ist eine gotische Saalkirche. Der leicht eingezogene Chor  ist zweijochig mit Dreiachtelschluss. Das Langhaus ist dreijochig und außen mit Strebepfeilern versehen. Das nördliche Seitenschiff wurde in der Neuzeit angebaut. Es hat eine Arkadenöffnung zum Langhaus. Der in den drei unteren Stockwerken romanische Nordturm ist barock überformt und trägt eine barocke Zwiebelhaube. Im Norden schließt die Sakristei mit gotischem Gewölbe an. Die Vorhalle im Westen ist von einem Rippengewölbe überspannt und nach drei Seiten geöffnet. Auch die südliche Vorhalle  hat ein Rippengewölbe mit einem anschließenden Karner, sowie einen Kielbogen an der Innenportalrahmung.
Das Netzgewölbe im Innenraum hat regelmäßige Rautenformen. Im Chor finden sich wenig tiefe Vorlagen mit Rundstab und Achteckdiensten. Im Langhaus sind die Wandpfeilervorlagen stark ausgeführt und die Rippen auf kürzere Runddienste heruntergezogen. Die Empore im Westteil mit Kielbogenarkaden ist von einem Netzgewölbe unterzogen und hat eine gemauerte Maßwerkbrüstung und Fialenbaldachine. Im Chor findet sich ein Steinbaldachin mit Fialen des ehemaligen Sakramentshäuschens.

## Ausstattung

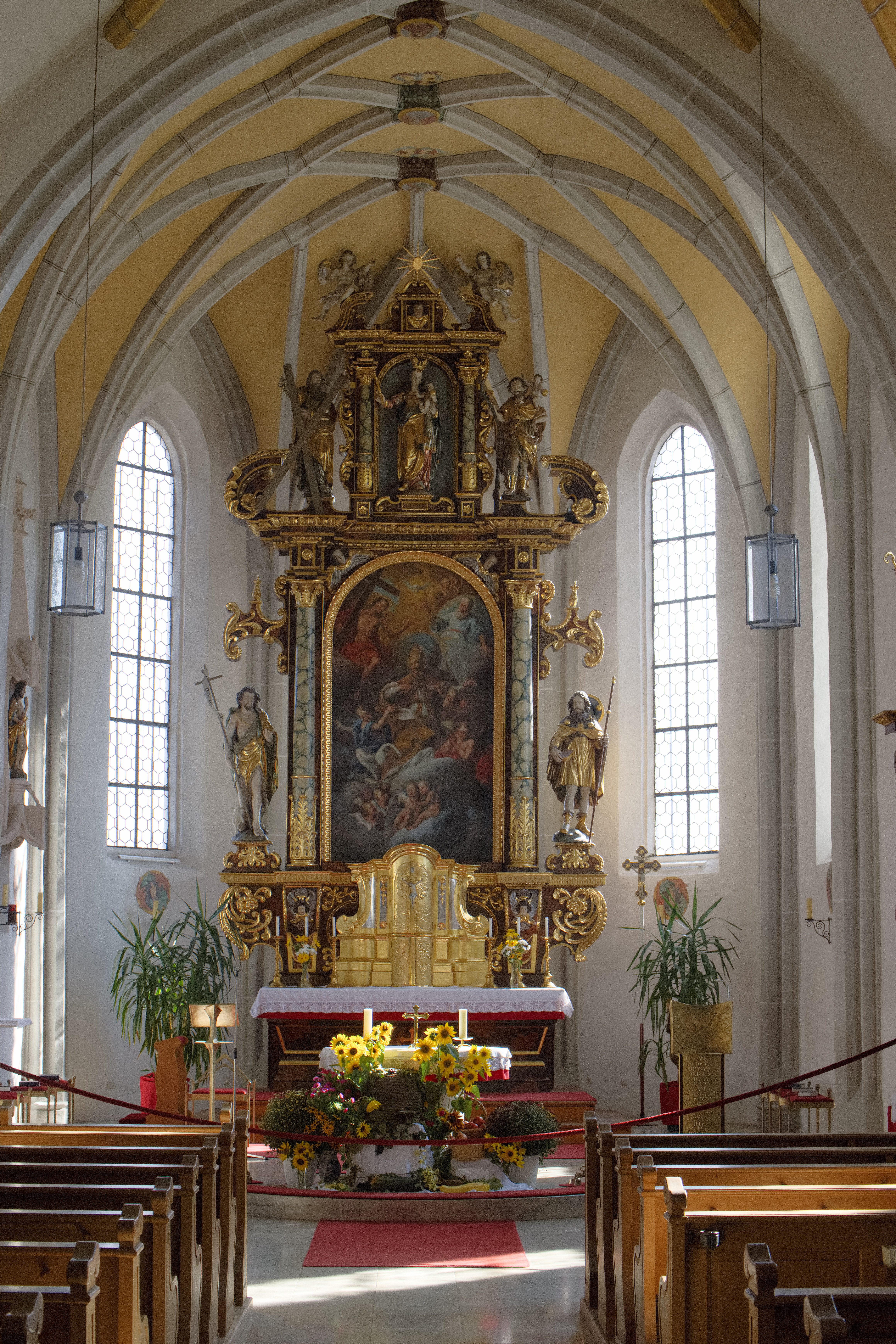
Blick zum Hochaltar

Der Hochaltar mit Knorpelwerk datiert auf die zweite Hälfte des 17. Jahrhunderts. Das Altarblatt aus dem Jahre 1749 zeigt die Glorie des heiligen Martin. Die Figuren stellen die Heiligen Johannes  und  Jakobus dar. Im Auszug  ist die Muttergottes mit Andreas und Christophorus dargestellt. Die Seitenaltäre mit  Figuren sind aus dem Ende des 17. Jahrhunderts, wohingegen die Altarblätter auf die zweite Hälfte des 18. Jahrhunderts datieren. In den Emporennischen stehen gotische Figuren der Heiligen Georg und Sebastian aus der Zeit um 1460/70. Das gotische Taufbecken ist aus poliertem Mergelstein. Die Portale im Süden und Westen, sowie die Sakristeitür weisen reiches gotisches Beschlagwerk auf.